# Ferenc Medvigy
Ferenc Medvigy (in ucraino Федір Йожефович Медвідь o Ференц Йожефович Медвідь?, Fedir Jožefovyč Medvid o Ferenc Jožefovyč Medvid, in russo Фёдор Йожефович Медведь?, Fëdor Jožefovič Medved; Újdávidháza, 5 gennaio 1943 – Kiev, 8 novembre 1997) è stato un calciatore sovietico dal 1991 ucraino di origine ungherese, di ruolo centrocampista.

## Statistiche

### Cronologia presenze e reti in nazionale
| Cronologia completa delle presenze e delle reti in nazionale ― Unione Sovietica | Cronologia completa delle presenze e delle reti in nazionale ― Unione Sovietica | Cronologia completa delle presenze e delle reti in nazionale ― Unione Sovietica | Cronologia completa delle presenze e delle reti in nazionale ― Unione Sovietica | Cronologia completa delle presenze e delle reti in nazionale ― Unione Sovietica | Cronologia completa delle presenze e delle reti in nazionale ― Unione Sovietica | Cronologia completa delle presenze e delle reti in nazionale ― Unione Sovietica | Cronologia completa delle presenze e delle reti in nazionale ― Unione Sovietica |
| Data                                                                            | Città                                                                           | In casa                                                                         | Risultato                                                                       | Ospiti                                                                          | Competizione                                                                    | Reti                                                                            | Note                                                                            |
| ------------------------------------------------------------------------------- | ------------------------------------------------------------------------------- | ------------------------------------------------------------------------------- | ------------------------------------------------------------------------------- | ------------------------------------------------------------------------------- | ------------------------------------------------------------------------------- | ------------------------------------------------------------------------------- | ------------------------------------------------------------------------------- |
| 23/10/1966                                                                      | Mosca                                                                           | Unione Sovietica                                                                | 2 – 2                                                                           | Germania Est                                                                    | Amichevole                                                                      | -                                                                               |                                                                                 |
| 10/05/1967                                                                      | Glasgow                                                                         | Scozia                                                                          | 0 – 2                                                                           | Unione Sovietica                                                                | Amichevole                                                                      | 1                                                                               |                                                                                 |
| 28/05/1967                                                                      | Leningrado                                                                      | Unione Sovietica                                                                | 2 – 0                                                                           | Messico                                                                         | Amichevole                                                                      | -                                                                               |                                                                                 |
| 03/06/1967                                                                      | Parigi                                                                          | Francia                                                                         | 2 – 4                                                                           | Unione Sovietica                                                                | Amichevole                                                                      | -                                                                               |                                                                                 |
| 07/03/1968                                                                      | León                                                                            | Messico                                                                         | 1 – 1                                                                           | Unione Sovietica                                                                | Amichevole                                                                      | -                                                                               |                                                                                 |
| 10/03/1968                                                                      | Città del Messico                                                               | Messico                                                                         | 0 – 0                                                                           | Unione Sovietica                                                                | Amichevole                                                                      | -                                                                               |                                                                                 |
| Totale                                                                          |                                                                                 | Presenze                                                                        | 6                                                                               |                                                                                 | Reti                                                                            | 1                                                                               |                                                                                 |

## Palmarès

### Club

#### Competizioni nazionali
- Campionato sovietico: 4

Dinamo Kiev: 1966, 1967, 1968, 1971
- Coppa dell'Unione Sovietica: 2

Dinamo Kiev: 1964, 1965-1966